# Ямал-401
«Ямал-401» — коммерческий геостационарный телекоммуникационный спутник большой размерности, принадлежащий российскому спутниковому оператору Газпром космические системы. Спутник был изготовлен ОАО «Информационные спутниковые системы» имени академика М.Ф. Решетнёва» при участии французской компании Thales Alenia Space, которая поставила полезную нагрузку и некоторые другие компоненты спутника.
КА «Ямал-401» заменил КА «Ямал-201» в позиции 90° в. д. (в связи с окончанием его САС), увеличив возможности группировки телекоммуникационных спутников Ямал. Он обслуживает территории России и сопредельных государств в C- и Ku- диапазонах частот всеми видами современных услуг связи.

## История создания
3 июля 2008 года ОАО Газпром объявил о проведении открытого конкурса на создание двух спутников связи «Ямал-400» на условиях «под ключ» для нужд дочернего ОАО «Газком» (название компании «Газпром космические системы» до 1 декабря 2008 года). Проект «Ямал-400» предусматривал создание и запуск на геостационарную орбиту двух спутников высокой энерговооружённости «Ямал-401» и «Ямал-402», несущих в общей сложности 99 транспондеров (154 транспондера в эквиваленте 36 МГц) в С- и Ku- диапазонах, создание наземного комплекса управления спутниками, резервного пункта управления, контрольно-измерительного комплекса, а также развитие наземной телекоммуникационной инфраструктуры.
5 февраля 2009 года Газком заключил контракт с Thales Alenia Space (TAS) на производство двух спутников, «Ямал-401» и «Ямал-402». Согласно подписанному документу, стоимость которого оценивалась в 430,5 млн евро, Thales Alenia Space в качестве генерального подрядчика отвечала за проектирование, изготовление, испытания и поставку под ключ обоих спутников, а также за оснащение их наземного сегмента. «Ямал-401» и «Ямал-402» должны были быть построены на базе спутниковой платформы Spacebus-4000 C3 и запущены в 2011 году с помощью РН Ariane-5ECA с космодрома во французской Гвиане.
В начале 2010 года, в процессе одобрения контракта, ГКС, ОАО «Информационные спутниковые системы» имени академика М.Ф. Решетнёва» (ОАО ИСС), Федеральное космическое агентство и TAS изменили некоторые пункты договора, увеличив доли работ российской кооперации. По новому контракту компания Thales Alenia Space продолжала работать над «Ямал-402», но уже с участием ОАО ИСС, которое поставляло отдельные компоненты для этого КА. Кроме того, ответственность за создание КА «Ямал-401» перешла к ОАО ИСС, которое обязалось изготовить спутник на своей новой платформе Экспресс-2000 с использованием полезной нагрузки производства Thales Alenia Space. Также, Газком пересадил спутники на российскую ракету-носитель: 28 мая 2010 года компания International Launch Services (ILS) объявила о получении контракта на запуск с помощью РН «Протон-М» аппаратов «Ямал-401» и «Ямал-402».

## Запуск спутника
Первоначально запуск был назначен на 2011 год с помощью ракеты-носителя Ariane-5ECA с космодрома во французской Гвиане. В 2010 году, в соответствии с новым уточнённым контрактом пуск был перенесён на 2012 год с помощью РН Протон-М и РБ Бриз-М.
Спутник был запущен 15 декабря 2014 года в 03:16 UTC с площадки № 81 космодрома Байконур. Этот запуск стал 400 по счёту запуском ракеты-носителя Протон-М.
Позже в 12:17 по московскому времени спутник штатно был выведен на целевую орбиту и принят на управление заказчиком запуска.

## Конструкция

### Космическая платформа
КА «Ямал-401» построен на базе спутниковой платформы Экспресс-2000. Вес спутника на орбите составит около 3270 кг и он имеет срок активного существования более 15 лет. Мощность, выделяемая платформой для питания бортового ретрансляционного комплекса составляет 10600Вт.

### Полезная нагрузка
На КА «Ямал-401» установлены 53 транспондера C- и Ku-диапазонов: 17 транспондеров C-диапазона по 72 МГц, а также 18 транспондеров по 36 МГц и 18 по 72 МГц Ku-диапазона. В пересчёте на 36 МГц эквивалент, общая ёмкость составляет 88 транспондеров.
Бортовые антенны КА «Ямал-401» формируют 3 фиксированных луча:
- «Луч C-диапазона» представляет собой фиксированный луч, контуры которого повторяют границы России. В нём установлены все 17 транспондеров по 72 МГц C-диапазона. Максимальная ЭИИМ стволов превышает 47 дБВт и добротность (G/T) 2.5 дБ/К[10];
- «Северный луч Ku-диапазона» покрывает видимую часть территории России и сопредельных стран. Здесь сосредоточены 18 транспондеров по 72 МГц. Максимальная ЭИИМ стволов также превышает 51 дБВт и добротность 4 дБ/К[10];
- «Российский луч Ku-диапазона» будет работать с 18-ю транспондерами по 36 МГц и охватит видимую часть территории России. Максимальная ЭИИМ стволов в этом луче превышает 51 дБВт, а добротность 5 дБ/К[10];